# Gorges de Nouailles
Les gorges de Nouailles sont un canyon profond de 150 à 350 mètres qui entaille le plateau de Levier sur 4 kilomètres entre la source de la Loue à Ouhans et son débouché en amont de Mouthier-Haute-Pierre au niveau du ruisseau de Syratu.

## Géographie

### Hydrographie
Entre sa résurgence située au fond d'une petite reculée à 528 m d'altitude sur la commune d'Ouhans et sa sortie des gorges en amont de Mouthier-Haute-Pierre à 380 m d'altitude, la Loue parcourt 4 kilomètres au fond d'une gorge en exécutant de nombreux sauts, dont le Grand Saut d'une dizaine de mètres de hauteur.

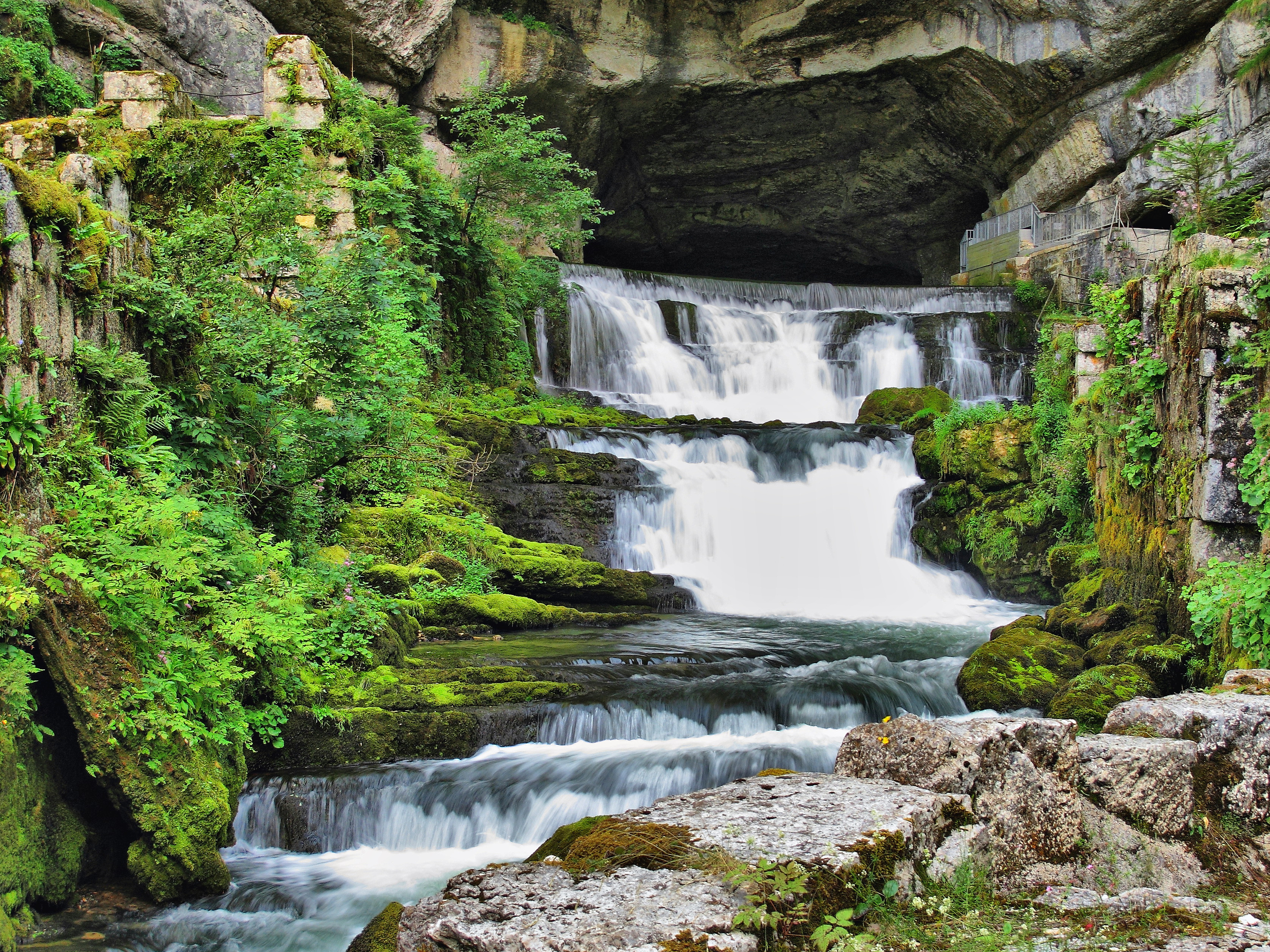
La source de la Loue.
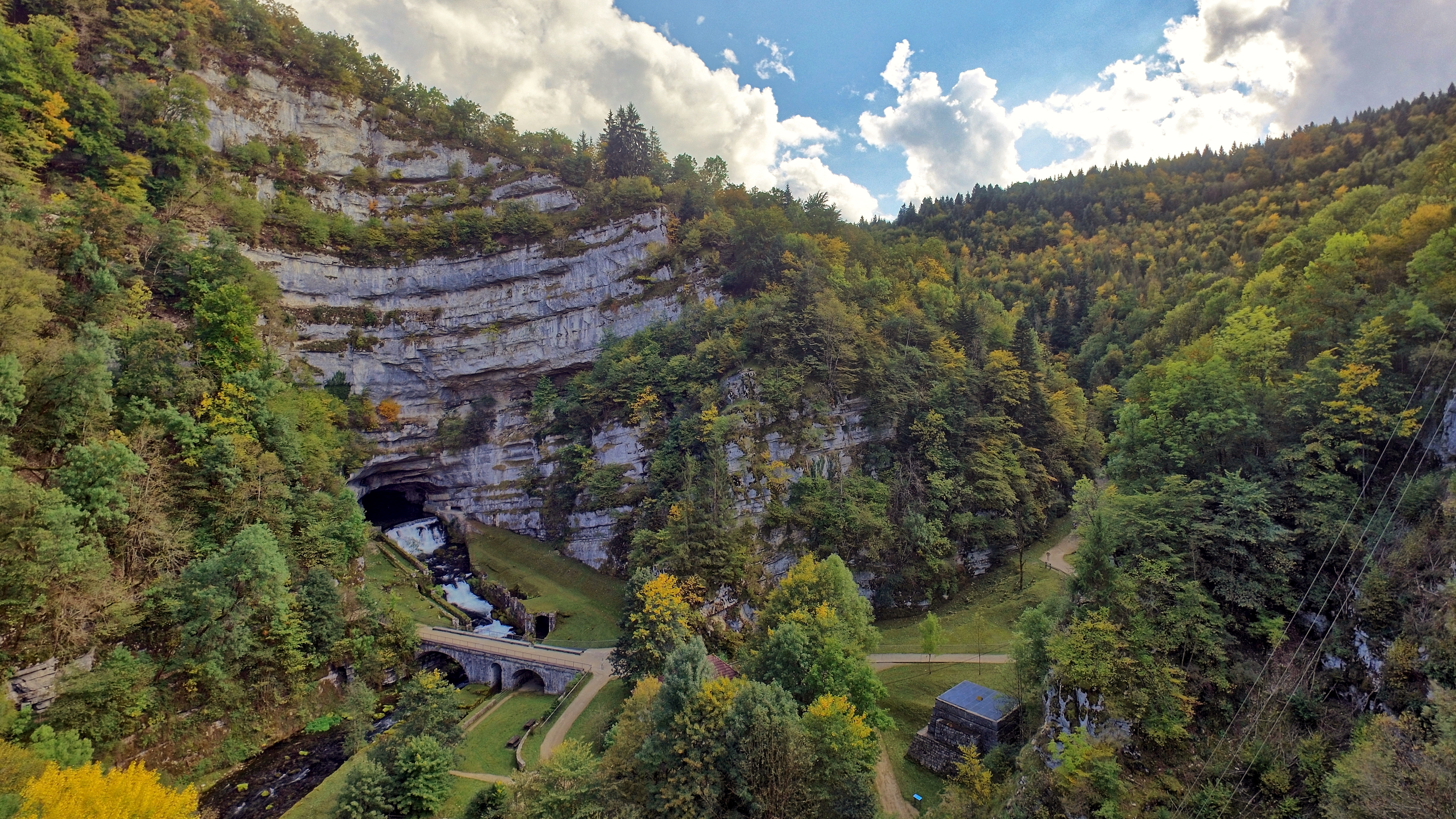
La reculée de la source de la Loue.
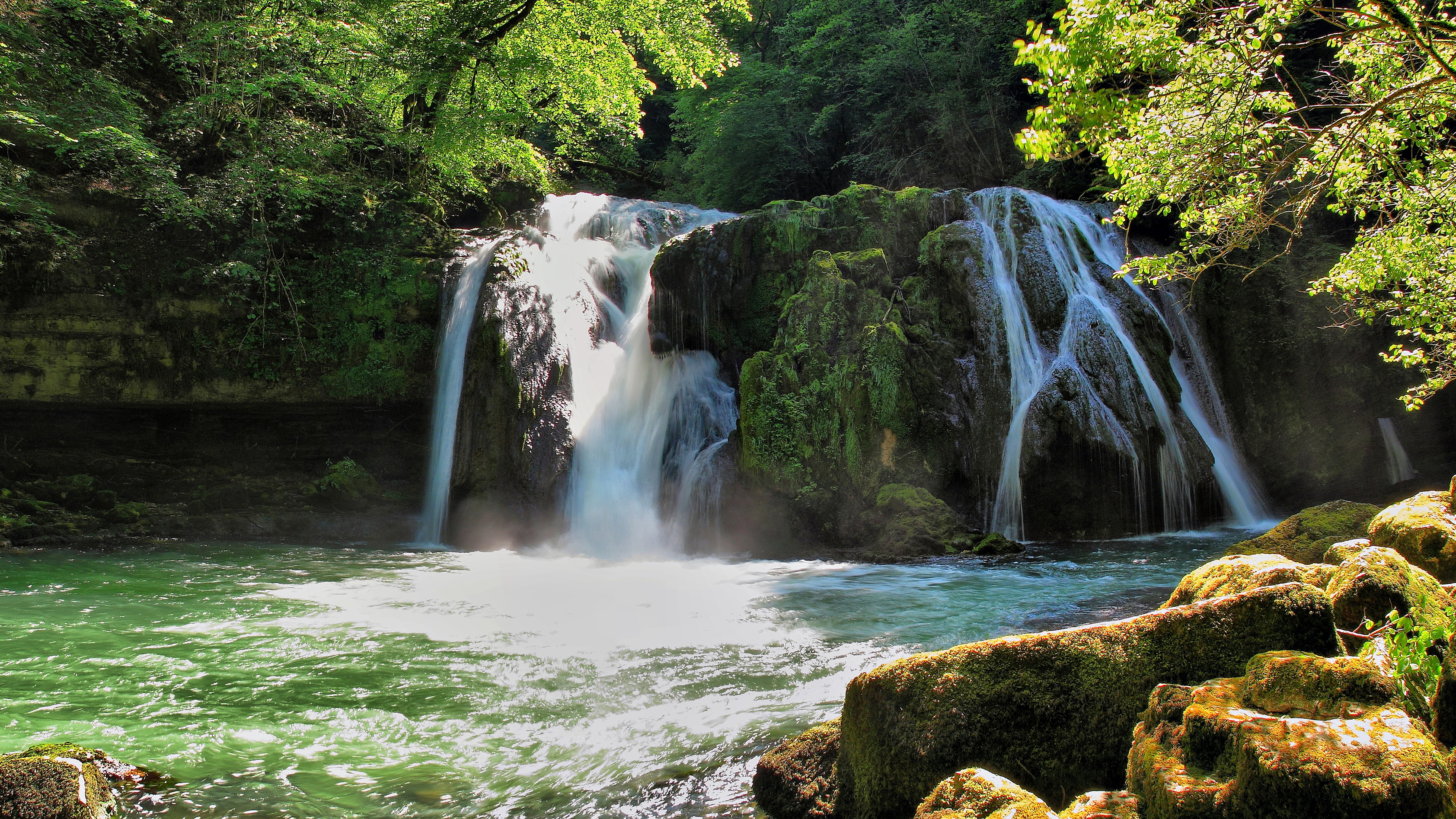
Le grand saut de la Loue.

Elle reçoit l'apport d'un affluent rive droite, le Pontet, et, lors de fortes pluies, la résurgence de la grotte de la Baume Archée située en rive gauche, juste en aval de l'usine hydroélectrique.
Ces affluents ont créé des cavités qui peuvent se visiter dont la grotte des Faux-monnayeurs qui s'ouvre dans la paroi rocheuse en rive droite de la Loue juste en amont de l'usine hydroélectrique et doit son nom aux nombreuses pièces de monnaie découvertes à l'intérieur et, selon la légende, à une bande de faux monnayeurs qui y avait élu domicile. La source du Pontet se trouve juste en dessous de la grotte des Faux-monnayeurs et forme un système hydrologique commun. La cavité de la source s'ouvre par un porche large de 12 m et haut de 8 m au fond duquel se trouve une cascade de tuf. Le Pontet rejoint la Loue après environ 200 m de parcours. Un chemin de randonnée permet de remonter à la source depuis le bord de la Loue et de grimper ensuite jusqu'à la grotte accessible grâce à une échelle métallique.

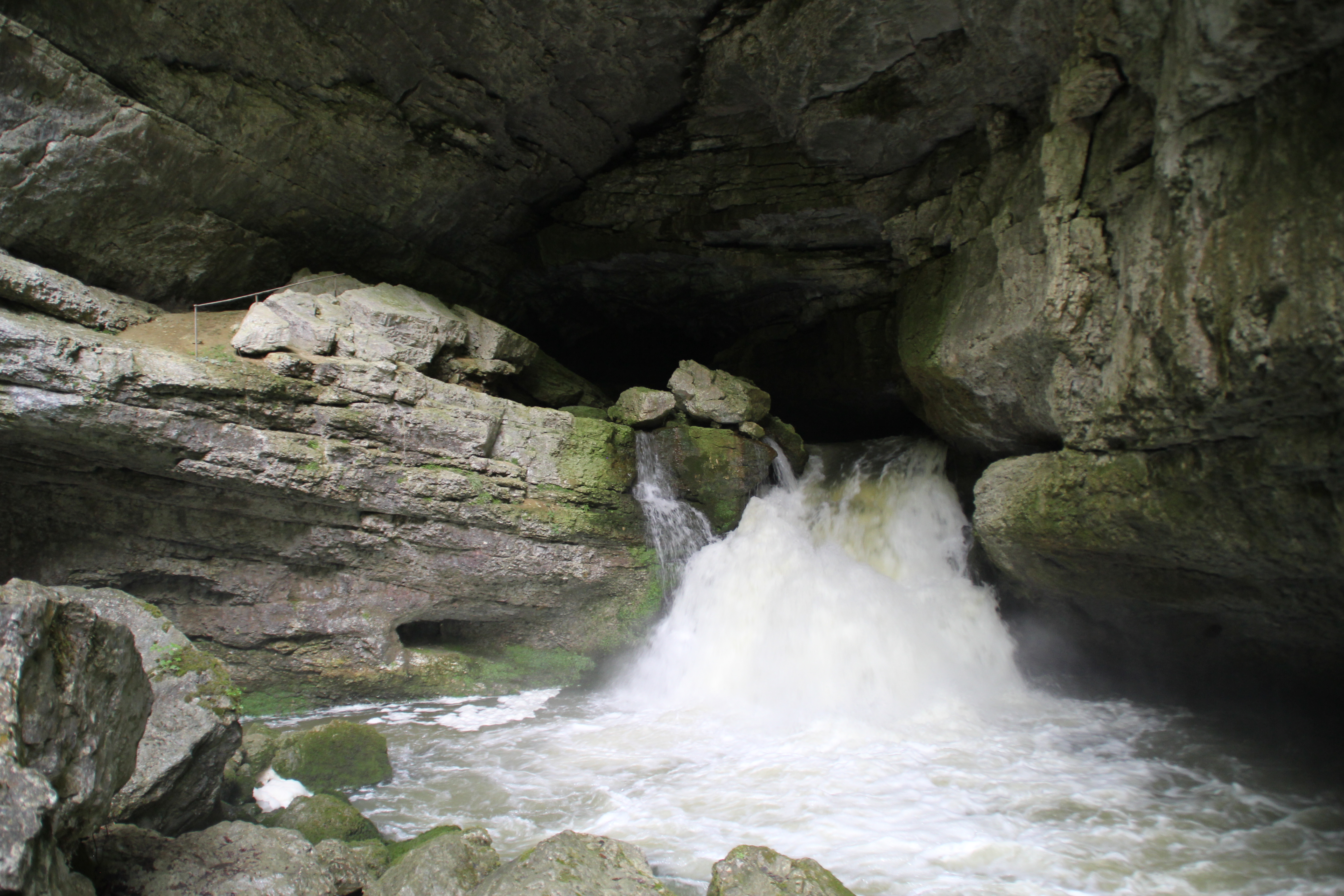
La source du Pontet en hautes eaux.
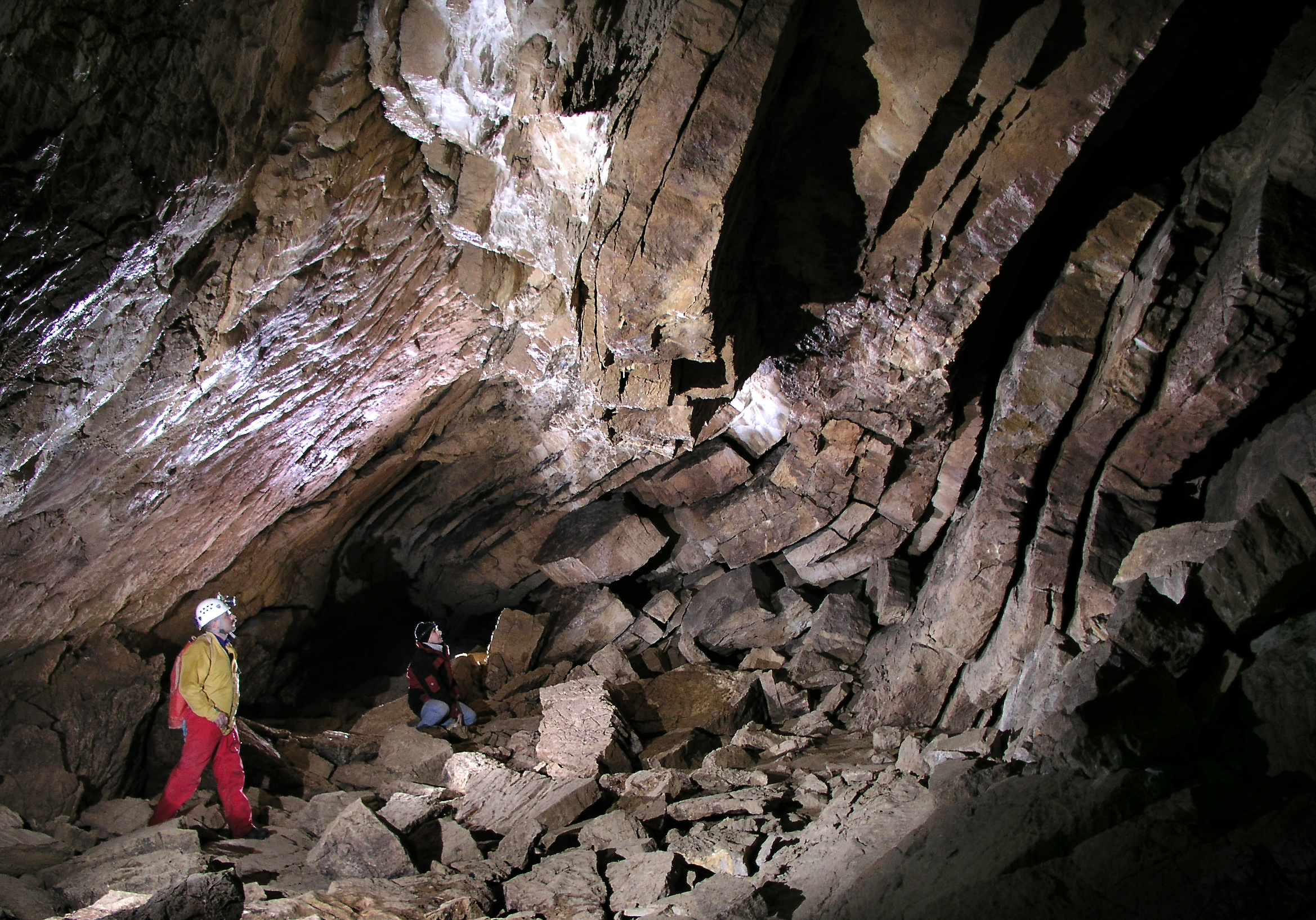
Intérieur de la grotte des Faux-monnayeurs.
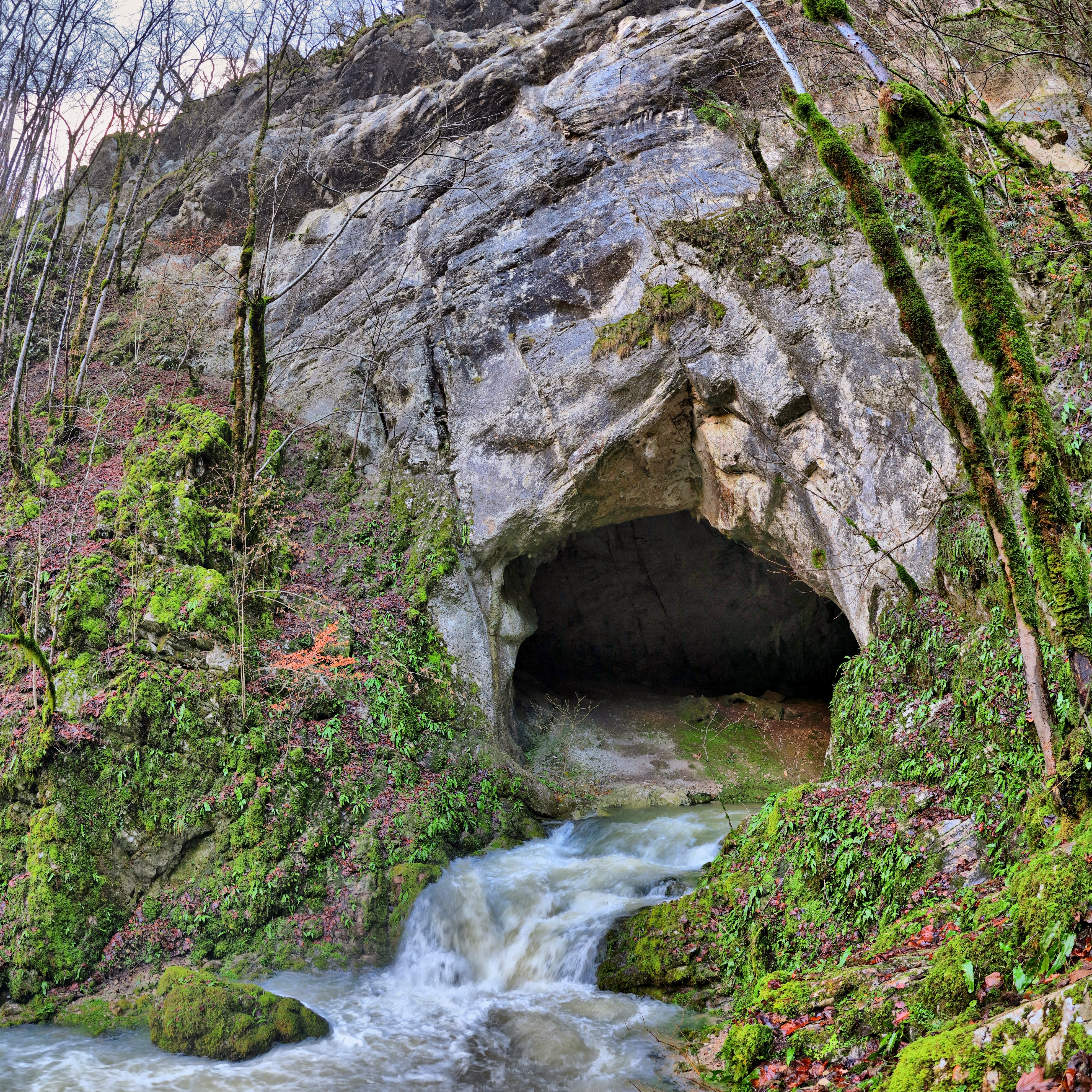
La grotte de la Baume Archée en hautes eaux.

### Géologie
Les gorges sont creusées dans les strates calcaire horizontales du Jurassique supérieur qui constituent le plateau de Levier. La Loue qui coulait d'abord sur les strates supérieures s'est enfoncée progressivement lors du soulèvement du plateau.

### Accès
Pour désenclaver la vallée de la Loue et offrir un accès direct vers Pontarlier, une route a été creusée dans le flanc des rochers calcaire qui bordent les gorges. Elle relie Mouthier-Haute-Pierre à Saint-Gorgon-Main en rive droite. Sa construction a aussi nécessité de détourner une partie de la cascade de Syratu pour éviter qu'elle tombe sur la route ; les eaux, grâce à un canal creusé dans la roche et un saut de 32 m de hauteur, passent sous la route avant de cascader à nouveau jusqu'à la Loue. Inaugurée le 10 août 1845, sous le règne de Louis-Philippe, la route offre des points de vue vertigineux sur les gorges et de nombreux belvédères permettent une halte pour apprécier l'aspect sauvage de cette vallée. Elle est devenue au fil du temps un itinéraire recherché des motards qui apprécient ses nombreux virages et ses panoramas.

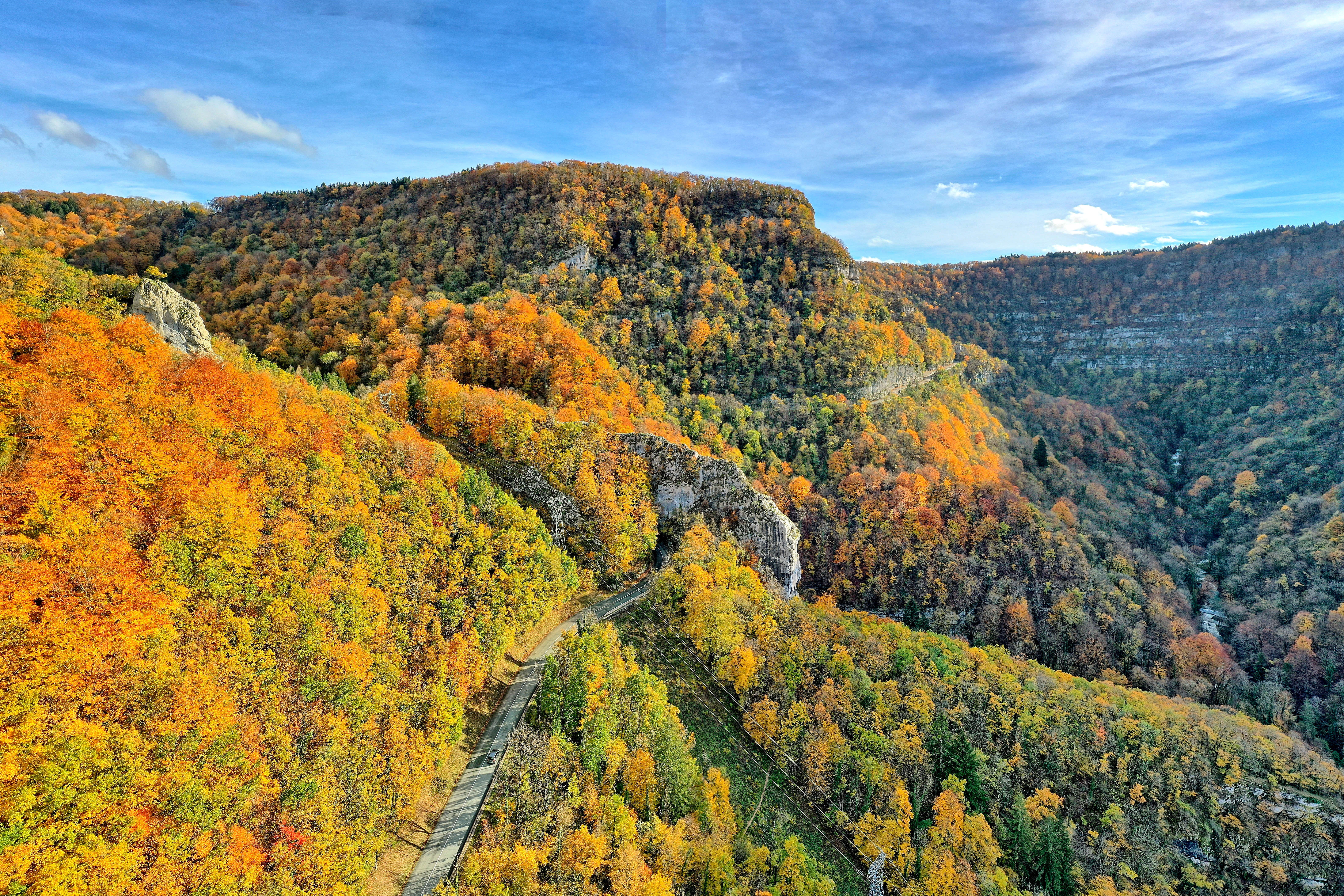
Passage routier sous éperon rocheux.
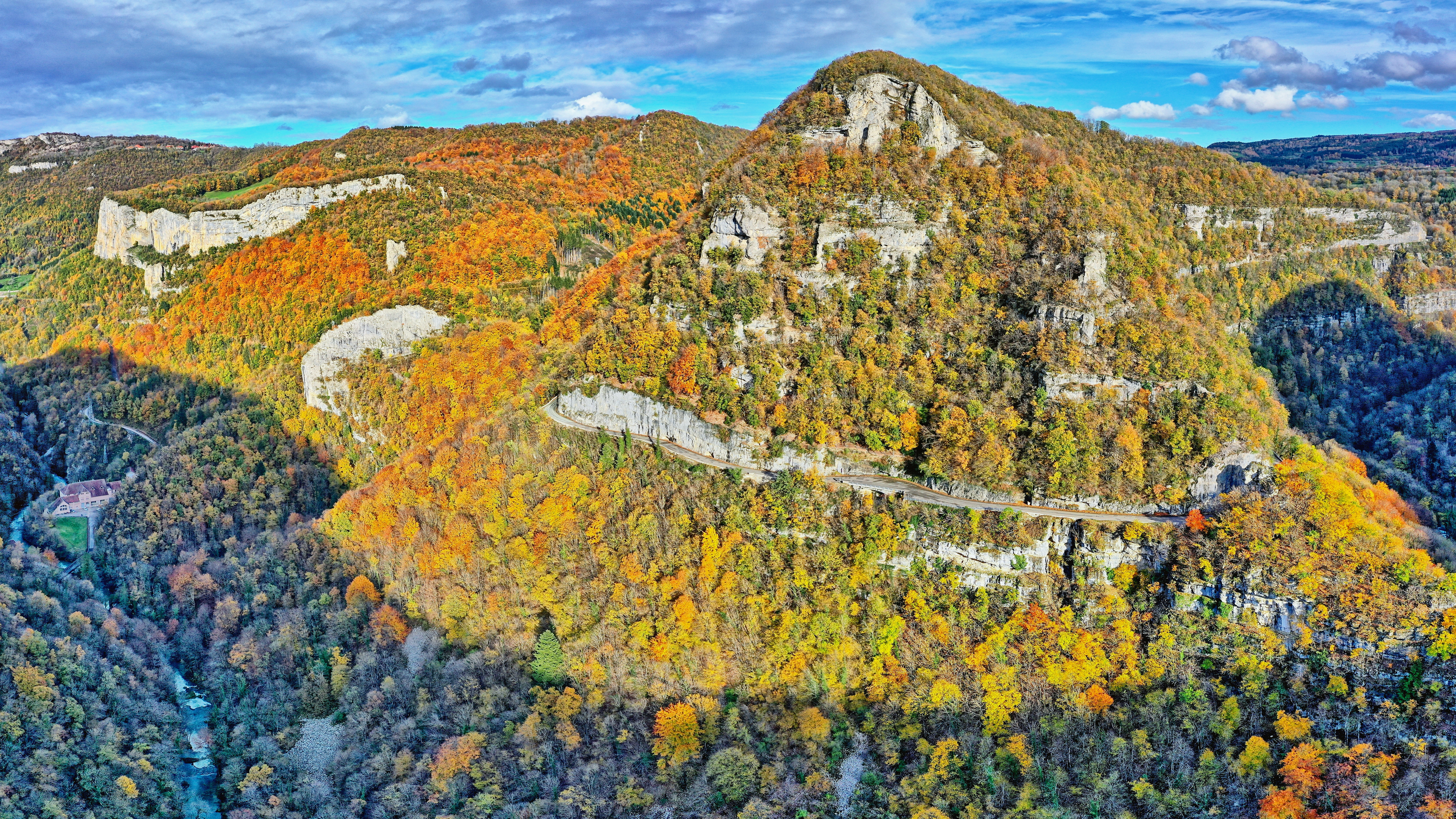
La route à flanc de falaise.
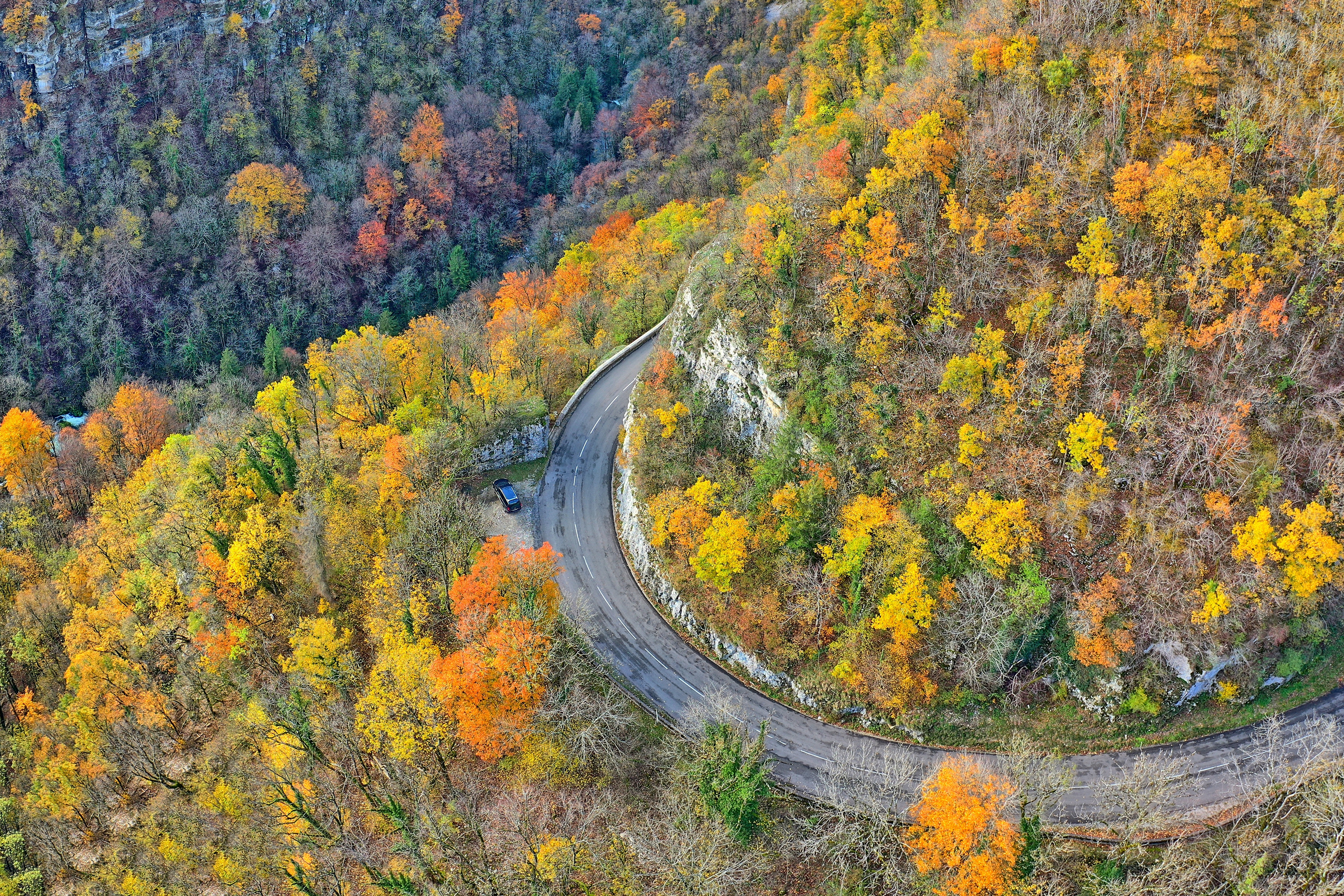
Virage tout en haut des gorges.

### Végétation
Les gorges sont caractérisées par des éboulis calcaires qui forment des pentes raides et instables au pied des falaises rocheuses.
Sur les versants nord, frais et ombragés, l’humidité ambiante des gorges favorise la pousse de l’érable plane et de l’érable sycomore accompagnés du tilleul à grandes feuilles et du hêtre commun.
Sur les versants sud, ensoleillés et secs, se développe l’érable à feuilles d'obier. Quant à l’érable champêtre, on le trouve sur les deux versants de la vallée.
Les corniches calcaires arides et ensoleillées abritent une flore rare et protégée qui s'est adaptée à un milieu de vie très sec : feuilles petites et épaisses, pilosité importante, port rampant ou en coussinets. On trouve ainsi l’anémone de Haller, l’orpin à feuilles épaisses et l’anthyllis des montagnes.

## Activités

### Hydroélectricité
Au sortir des gorges se trouve l’usine hydroélectrique de Mouthier-Haute-Pierre alimentée par la Loue grâce à un barrage situé 330 m en aval de sa source et une galerie souterraine de 2 200 m creusée dans le massif calcaire court-circuitant le méandre et offrant ainsi un dénivelé d'une centaine de mètres grâce à deux conduites forcées de 125 et 131 m de long et d'un diamètre de 1,40 m.
Exploitée par EDF, l'installation comprend trois groupes turbo-alternateurs (turbine Francis) pour un débit maximum turbiné de 18,6 m3/s et une puissance installée de 18 MW. La production annuelle moyenne est de 70 GWh.
|  |  |

### Protection - Tourisme
Les gorges de Nouailles et la source de la Loue sont classées site pittoresque par la DREAL Bourgogne-Franche-Comté.
Cette vallée profonde et sinueuse se visite à pied via une partie du sentier de grande randonnée GR 595

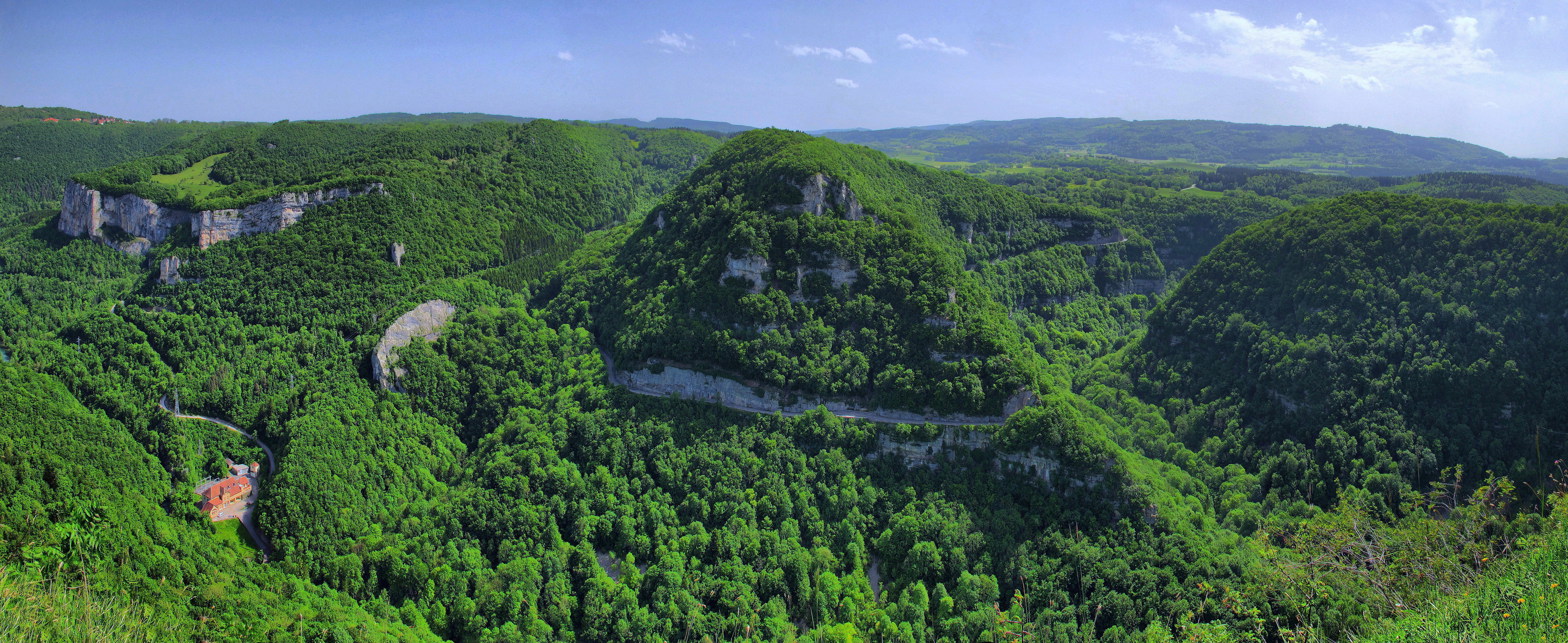
Panorama sur les gorges de Nouailles depuis le belvédère de Renédale.
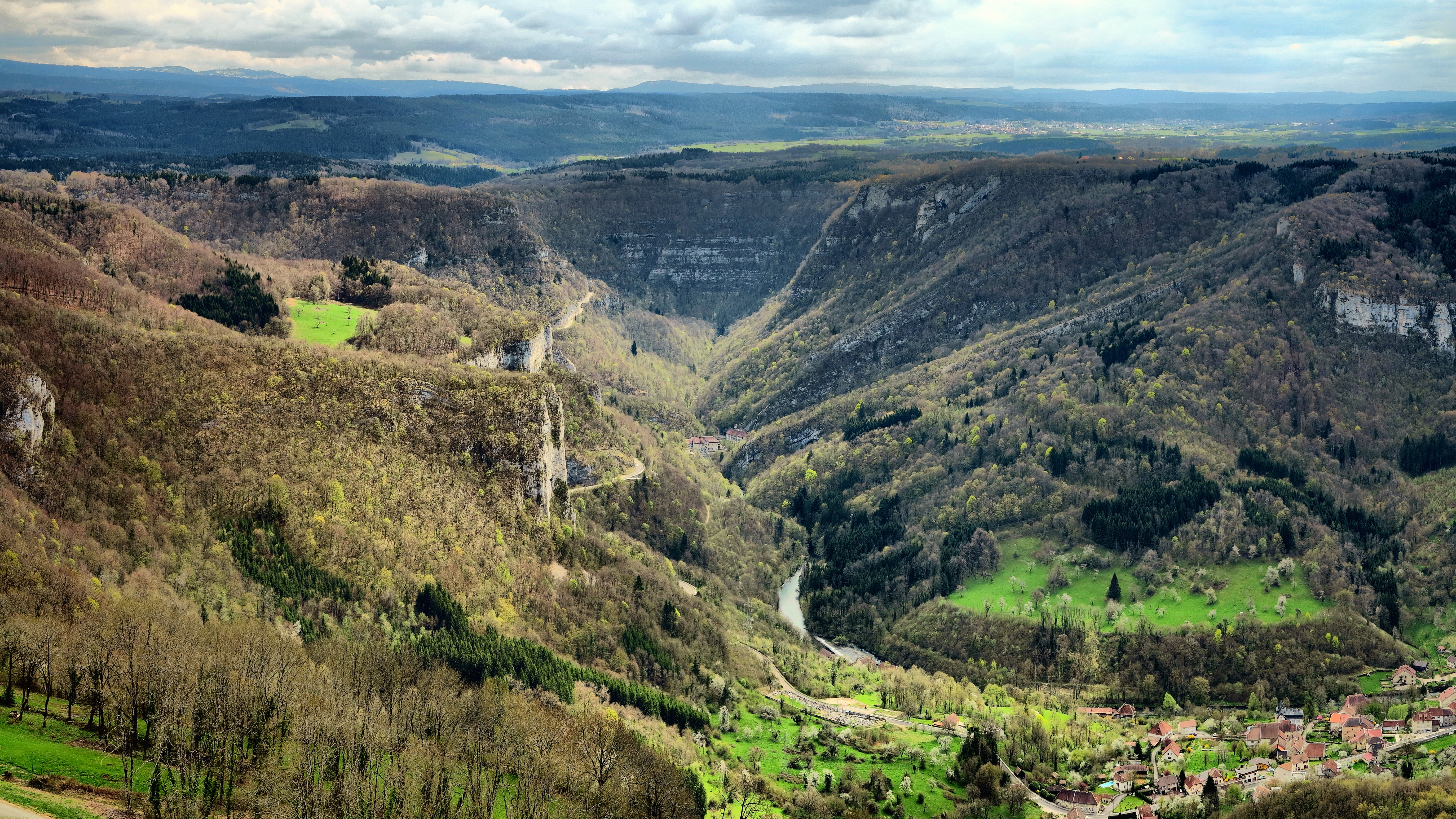
L'entrée des gorges de Nouailles depuis le belvédère de La Roche.